# EgyptSat-1
EgyptSat-1 (другое название MisrSat-1) — первый египетский спутник дистанционного зондирования Земли, предназначен для мониторинга климатических явлений и прогнозирования изменения климата. Спутник запущен 17 апреля 2007 с космодрома Байконур с помощью ракеты-носителя Днепр.
Спутник EgyptSat-1 создан ГКБ «Южное» в кооперации с другими украинскими предприятиями такими как НПП «Хартрон», НИИ радиотехнических измерений, НТЦ МТО НАН Украины (г. Харьков) и др. Максимальное разрешение камеры установленной на спутнике составляет 7,8 м, ширина полосы захвата составляет 46,6 км.